# Elena Udrea

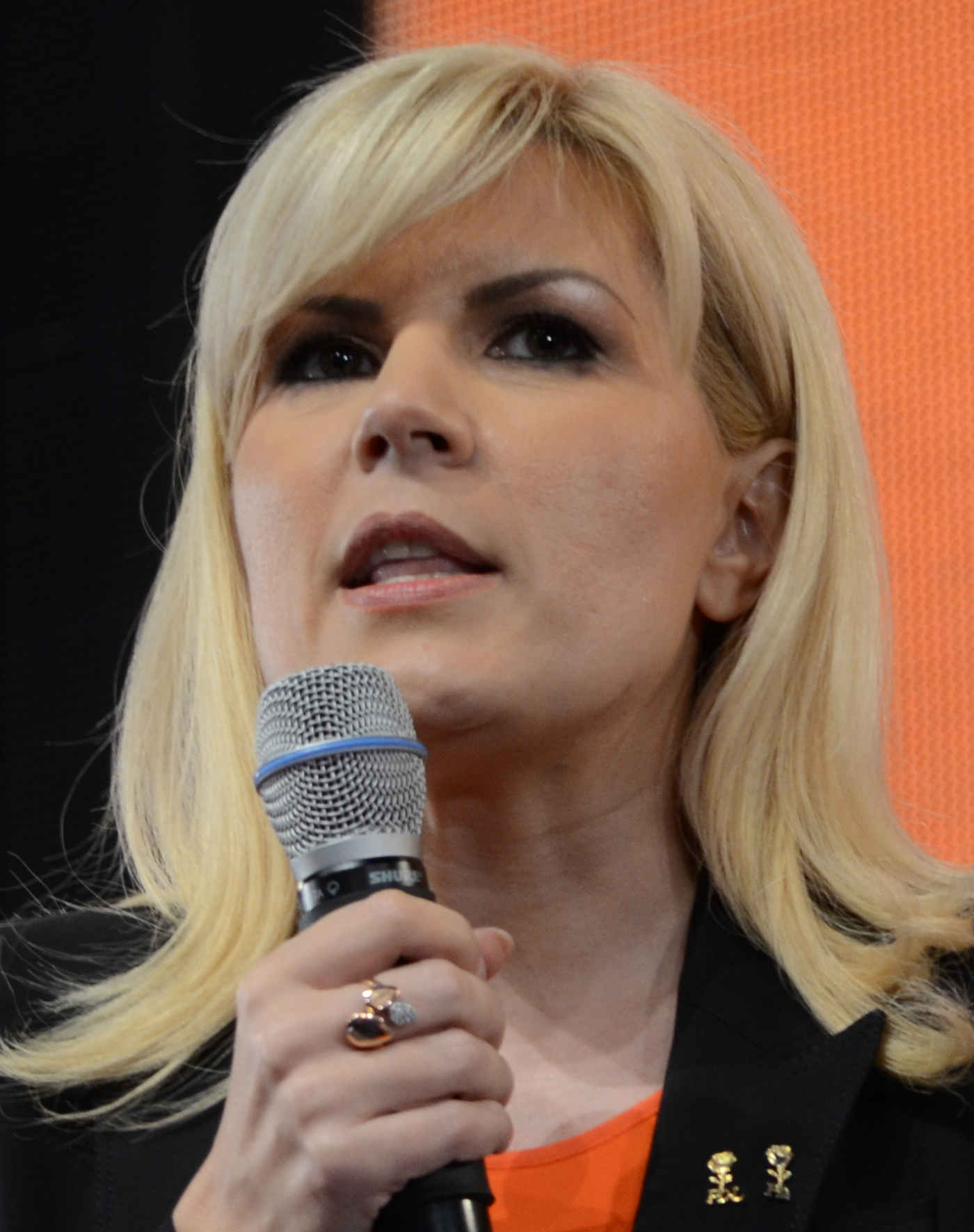
Elena Udrea (2013)

Elena Gabriela Udrea (* 26. Dezember 1973 in Buzău) ist eine rumänische Politikerin der Partei Partidul Democrat Liberal. Sie war von November 2008 bis Februar 2012 Rumäniens Ministerin für Tourismus und Regionalentwicklung. Mit dem Rücktritt des Premierministers Emil Boc endete auch ihre Amtszeit als Ministerin.

## Leben
Nach Abschluss der Schule studierte Udrea zunächst an der Christlichen Universität Dmitrie Cantemir in Bukarest Rechtswissenschaften und schloss das Studium 1996 ab. Danach arbeitete sie als Rechtsanwältin. 2005 begann sie ein Studium im Fach Nationale Sicherheit und Verteidigung an der Nationalen Verteidigungsuniversität Carol I, das sie 2007 mit dem Master abschloss. Sie arbeitet dort an ihrer Promotion in diesem Fach, seit 2007 lehrt sie zudem an der Christlichen Universität Dmitrie Cantemir. Sie war Ko-Autorin einiger rechtswissenschaftlicher Veröffentlichungen.
Sie begann ihre politische Karriere 2002 als Rechtsberaterin der Demokratischen Partei. Von 2004 bis 2005 war sie Beraterin in der Stadtverwaltung von Bukarest und Präsidentin der Kommission für Recht. Ende 2005 wurde sie Chefin der Staatskanzlei und ein Jahr später Geschäftsführerin der Demokratischen Partei. Als Kandidatin bei den Parlamentswahlen in Rumänien 2008 errang sie im November 2008 die Mehrheit der Stimmen in ihrem Bezirk und wurde Abgeordnete in der Abgeordnetenkammer. Kurz darauf wurde sie zur Ministerin für Tourismus und Regionalentwicklung ernannt.
Udrea war bis 2013 mit dem rumänischen Unternehmer Dorin Cocoș verheiratet.
Im Zusammenhang mit ihrer Ernennung zur Ministerin für regionale Entwicklung wurden Korruptionsvorwürfe bekannt. Wegen weiterer Vorwürfe über „drei Fälle von Einflussnahme“ und „ein Fall von Geldwäsche“ in der sogenannten „Microsoft-Affäre“, bei der sie als amtierende Ministerin unter anderem Schmiergeld in Höhe von einer halben Million Euro verlangt, erhalten und zu waschen versucht habe, kam sie am 10. Februar 2015 erst in Polizeiarrest, dann unter Hausarrest, und am 25. Februar 2015 in Untersuchungshaft. 2017 wurde sie zu sechs Jahren Gefängnis verurteilt.